# Фрањо Шепер
Фрањо Шепер (Осијек, 2. октобар 1905 — Рим, 30. децембар 1981) је био хрватски надбискуп и кардинал.
Теологију је студирао у Загреб у и Риму. Од 1941. до 1945. био је ректор Богословског факултета у Загребу, од 1954. загребачки надбискуп коадјутор, а од 1960. надбискуп. Кардинал Фрањо Шепер учествовао је на Другом ватиканском концилу. У концилској већини истакао се низом говора за обнову цркве, за народни језик и ђаконат. Папа Павле VI поставио га је 1965. године за кардинала, а био је и председник међународне теолошке комисије, прочелник римског сабора за наук вере од 1968. до 1981. године, где је био члан бројних ватиканских савета и комисија. Сахрањен је у загребачкој катедрали.